# 토탈 커맨더
토탈 커맨더(Total Commander)는 윈도우와 윈도우 CE, 윈도우 모바일, 안드로이드에서 실행되는 전통적인 파일 관리자이다. FTP 클라이언트, 파일 비교, 압축 파일 탐색, 다중 파일 이름 변경과 같은 기능을 내장하고 있다.
크리스천 기슬러(Christian Ghistler)가 32비트 버전의 델파이 2와 16비트 버전의 델파이로 토탈 커맨더를 만들었다. 이 프로그램은 오픈 플러그인 API를 통해 프로그래머들이 확장할 수 있게 되어 있으며, 또 파일을 편집하거나 보기 위해 외부 프로그램을 연결할 수도 있다. 수많은 플러그인을 사용해 다양한 압축 파일 형식과 이미지 파일을 지원할 수 있고 EXT2/EXT3/EXT4와 Reiser 파티션에 접근할 수 있는 플러그인도 있다.
토탈 커맨더의 윈도 버전은 셰어웨어이므로 사용자는 30일 안에 등록하거나 삭제해야 한다. 등록되지 않은 버전은 프로그램을 실행할 때마다 등록 여부를 묻지만 30일 기간이 지나도 기능은 완전하게 사용할 수 있다. 윈도 CE, 윈도 모바일, 안드로이드용은 프리웨어이다.
프로그램은 16비트, 32비트, 64비트(8.0부터 지원) 버전으로 제공되며 와인을 사용하는 리눅스와도 호환된다. USB와 U3 디스크용 설치 프로그램을 이용해 휴대용 장치에 프로그램을 설치할 수 있다.

## 역사
토탈 커맨더는 1993년부터 2002년까지 윈도 커맨더(Windows Commander)라고 불렸다. 2002년 마이크로소프트에서 "윈도"라는 이름이 등록 상표라고 토탈 커맨더 개발자에게 통보해 개발자가 법적 분쟁을 우려하여 토탈 커맨더로 이름이 변경되었다.

## 같이 보기
- MDIR